# Andreas Viktor Åbergsson
Andreas Viktor Åbergsson (i riksdagen kallad Åbergsson i Stockholm), född 26 mars 1835 i Stockholm, död 7 augusti 1897 på Furusund, ämbetsman, jurist och riksdagsman.
Åbergsson blev student vid Uppsala universitet 1855, undergick examen till rättegångsverken 1859 och inskrevs samma år vid Svea hovrätt. Han blev 1862 vice häradshövding, 1866 adjungerad ledamot i Svea hovrätt, 1868 fiskal och 1872 assessor där, konstituerades 1876 till revisionssekreterare och blev 1883 expeditionschef i Justitiedepartementet. 1884 utnämndes Åbergsson till justitieråd. Han var 1879–1884 en av Stockholms stads representanter i riksdagens andra kammare, som 1880–1883 insatte honom i lagutskottet, och 1880–1888 som fullmäktig i Riksgäldskontoret. 1870–1884 var han ombudsman hos Vetenskapsakademien. Åbergsson var sedan 1879 ledamot av direktionen över Stockholms stads undervisningsverk.
Han invaldes som ledamot nr. 447 av Kungliga Musikaliska Akademien den 20 maj 1875 och var dess tillförordnade sekreterare 1875–1876 samt preses 1885–1897.
Åbergsson var gift med Augusta Resén och hade med henne dottern Anna Åbergsson. De är alla begravda på Norra begravningsplatsen utanför Stockholm.